# Siata Española
Siata Española SA war ein spanischer Hersteller von Automobilen. Der Markenname lautete Siata.

## Unternehmensgeschichte
Das Unternehmen wurde 1960 in Barcelona als Filiale der italienischen Siata zur Produktion von Automobilen gegründet. Produktionsort war Tarragona. 1973 wurde die Produktion nach über 15000 Exemplaren eingestellt.

## Fahrzeuge
Es wurden Fahrzeuge auf Basis von Seat-Modellen gebaut, die mit Vierzylindermotoren mit 750 cm³ bis 850 cm³ Hubraum ausgestattet waren. Neben offenen Zweisitzern, kleinen Limousinen und Coupés wurden auch Lieferwagen produziert. Es gab die Modelle Ampurias 750, Barcino Coupé als Prototyp, die Lieferwagen Formichetta, CH 400 Minivan, 2850 Minivan und 3000 Minivan, Patricia Shirt, Tarraco 750, Tarraco 850 und Turisa Spyder 750.
Ein Fahrzeug dieser Marke ist im Automuseum Collecció d’Automòbils de Salvador Claret in Sils zu besichtigen.

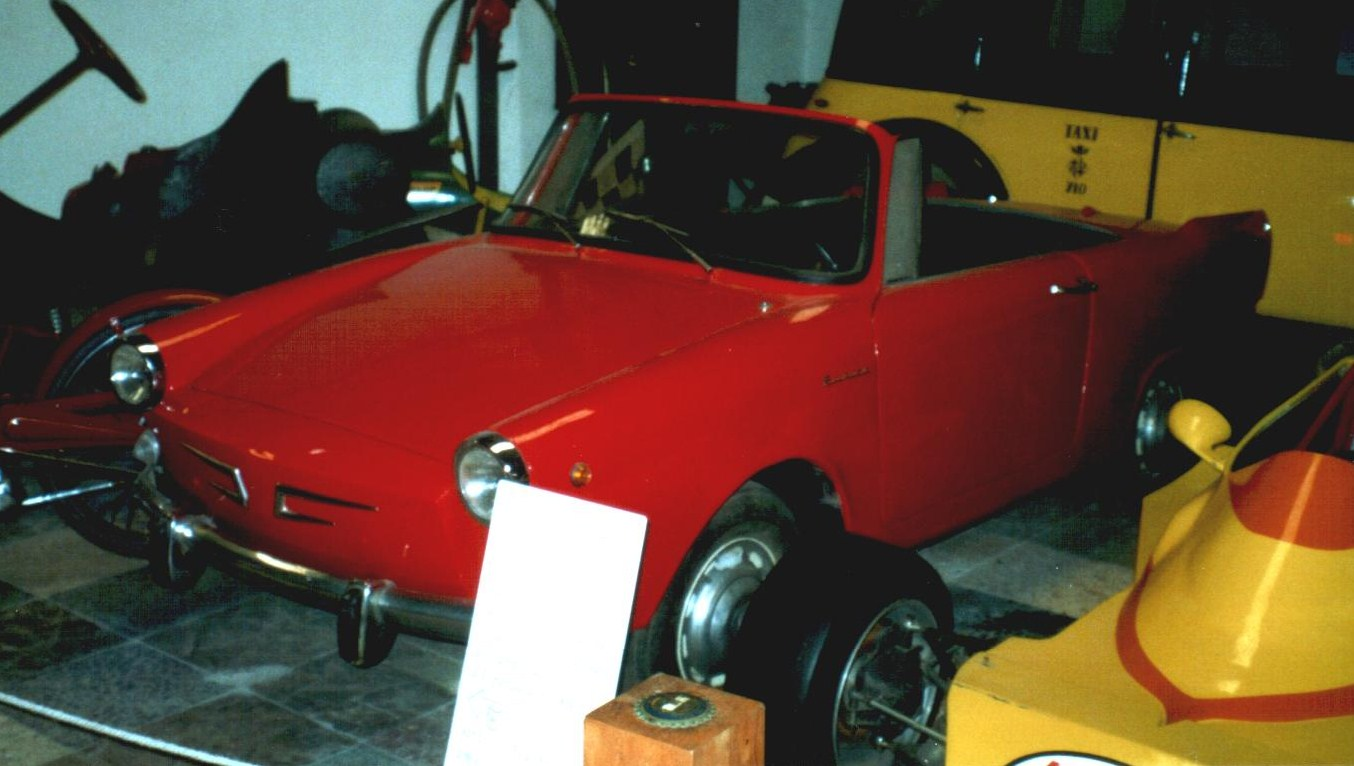
Siata Turisa von 1961
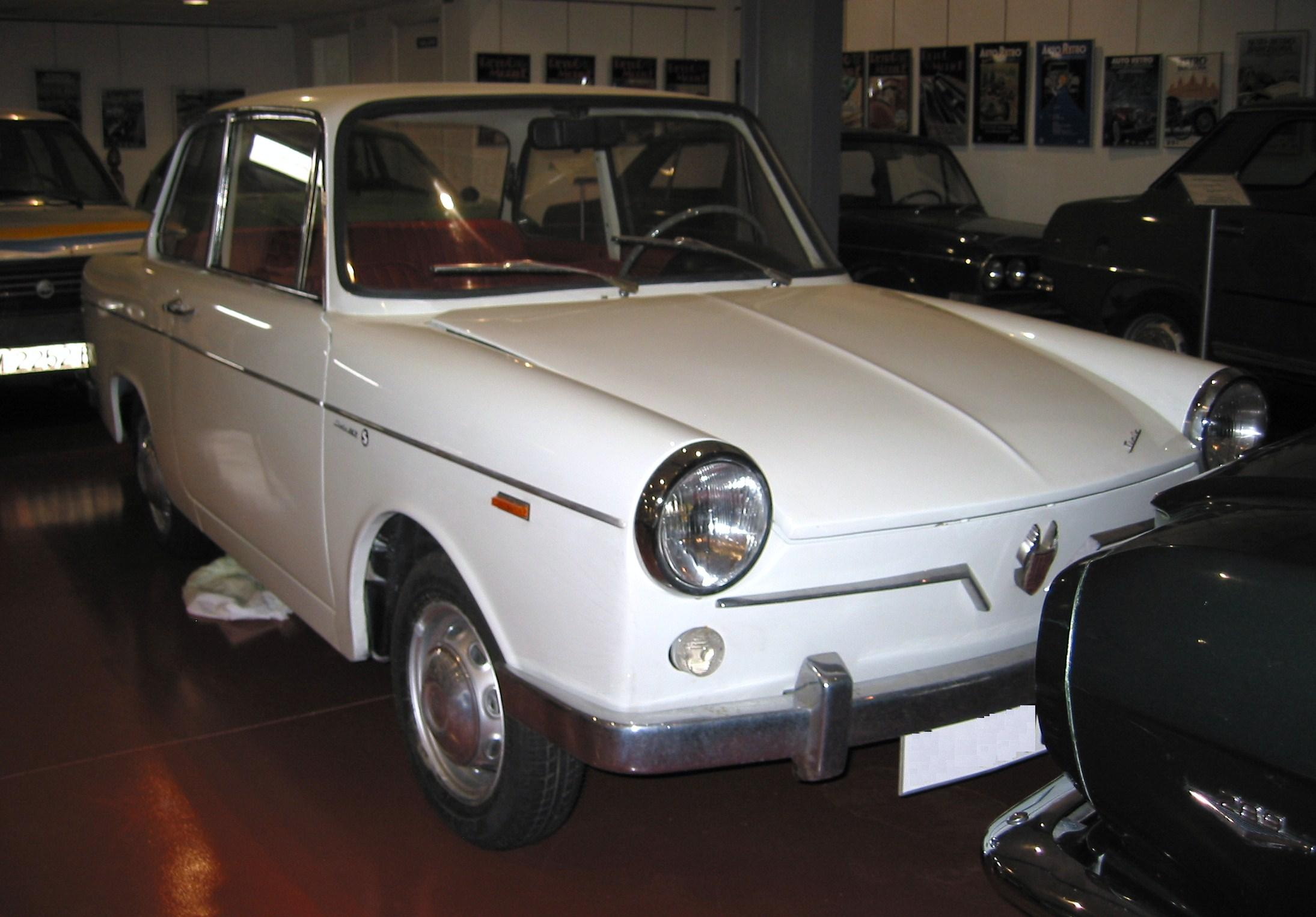
Siata Tarraco von 1966
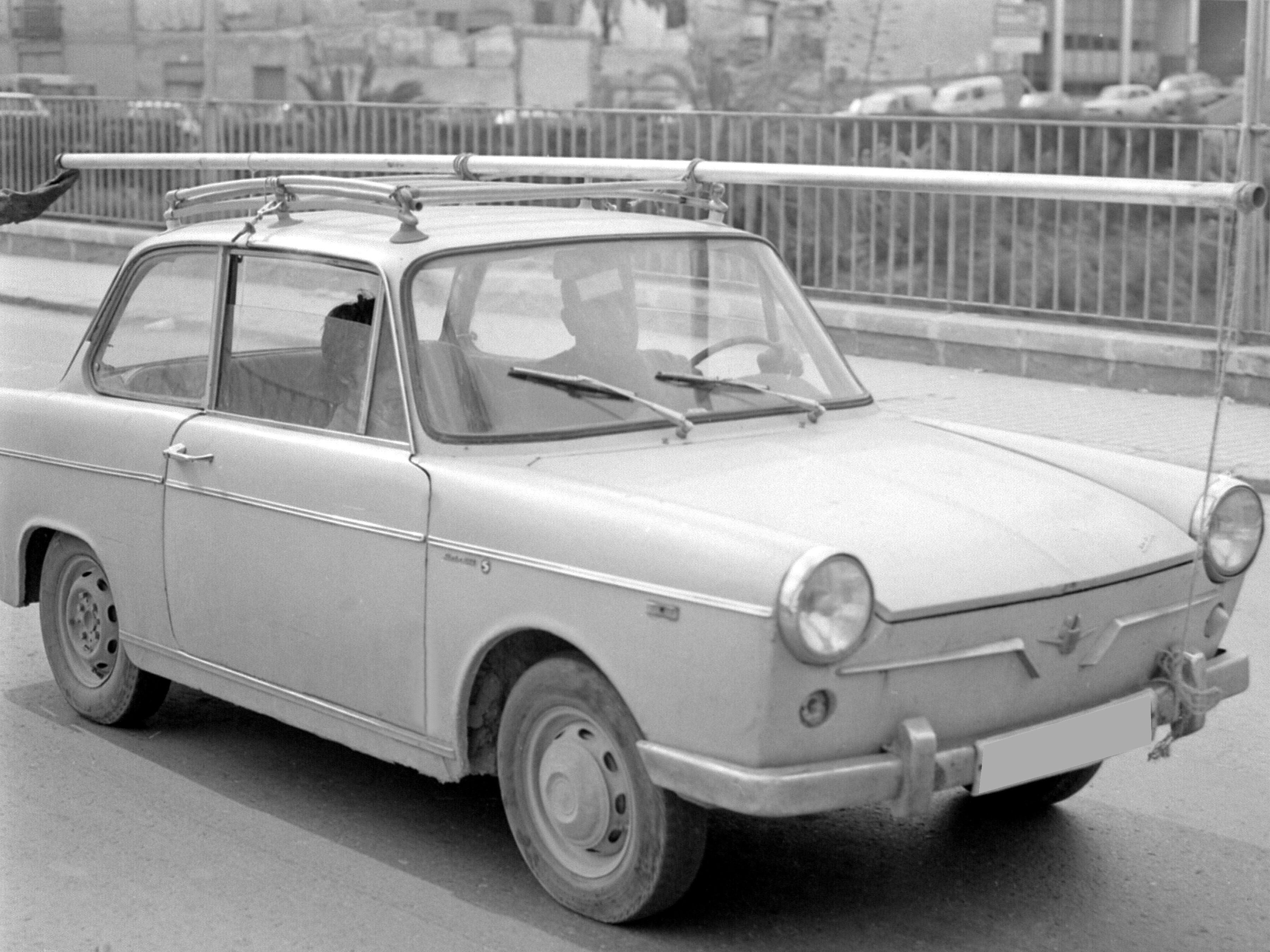
Siata Tarraco 1979 in Elche